# Internationale Filmfestspiele von Cannes 2010

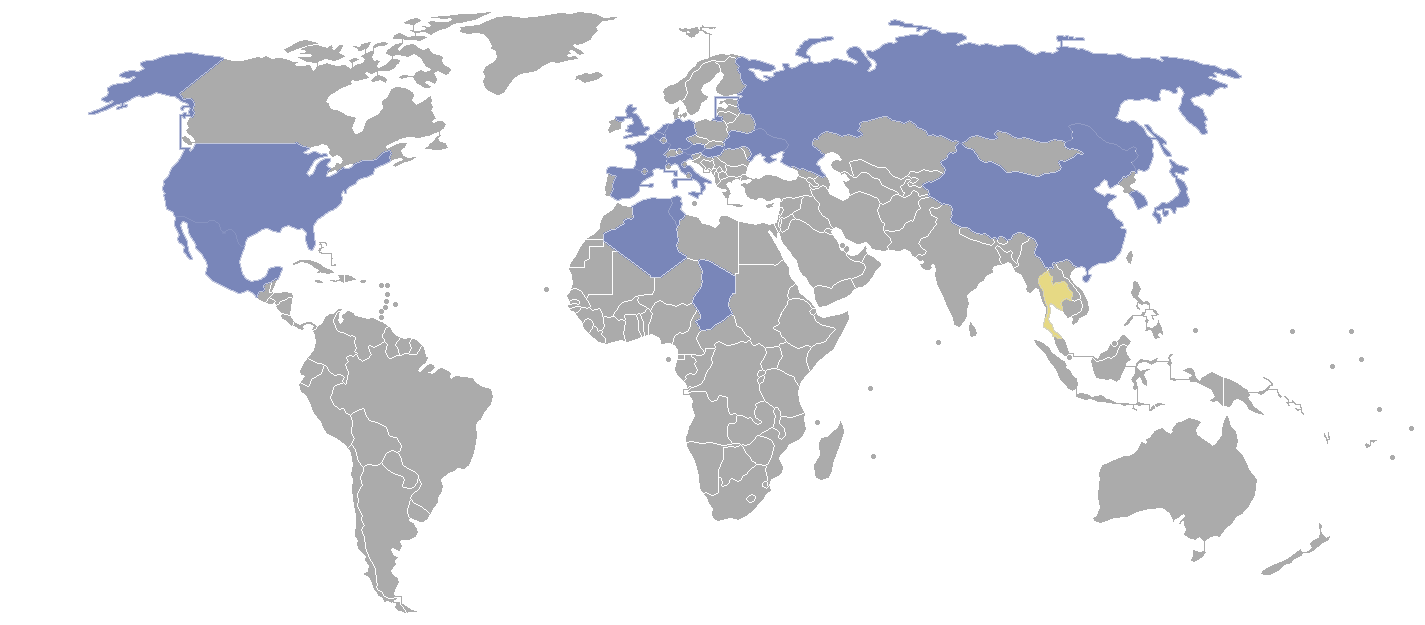
Länder, die im Wettbewerb um die Goldene Palme für den besten Spielfilm vertreten waren (inkl. Koproduktionsländer, Gold eingefärbt Thailand)

Die 63. Internationalen Filmfestspiele von Cannes fanden vom 12. bis 23. Mai 2010 statt. Eröffnet wurde das Festival mit Ridley Scotts außerhalb des Wettbewerbs laufenden Historienfilm Robin Hood. Als Abschlussfilm wurde der ebenfalls außer Konkurrenz laufende Beitrag The Tree der Französin Julie Bertuccelli ausgewählt. Mit der Goldenen Palme, dem Hauptpreis des Festivals, wurde der Spielfilm Lung Boonmee raluek chat des Thailänders Apichatpong Weerasethakul ausgezeichnet.
Mit über 1600 eingesendeten Vorschlägen für den Wettbewerb wurden weniger Filme als in den Vorjahren eingereicht. Kritiker und auch die Festivalorganisation um den künstlerischen Leiter Thierry Frémaux sprachen vor Beginn der Filmfestspiele von einem „dünneren“ Wettbewerb beziehungsweise schwierigeren Auswahlprozess, dem die großen Namen aus dem Vorjahr und US-amerikanische Produktionen fehlen würden. Ebenfalls stieß die Bekanntgabe über die Einschränkung von Videomaterial im Vorfeld auf heftige Kritik bei verschiedenen großen Presseagenturen.
Parallel zum Festival fand der Filmmarkt von Cannes (französisch: Marché du film) statt. Dieser stellt das größte Branchentreffen dar, auf dem Filmrechte gekauft und veräußert werden.
Das offizielle Festivalplakat wurde Ende März 2010 vorgestellt. Es zeigte die französische Schauspielerin Juliette Binoche, die mit einem Farbpinsel ein lumineszierendes „Cannes“ malt. Das Bild der Fotografin Brigitte Lacombe wurde von Annick Durban überarbeitet.

## Offizielle Auswahl

### Internationaler Wettbewerb

#### Wettbewerbsjury

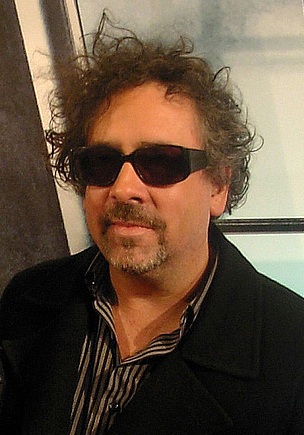
Jurypräsident: Tim Burton

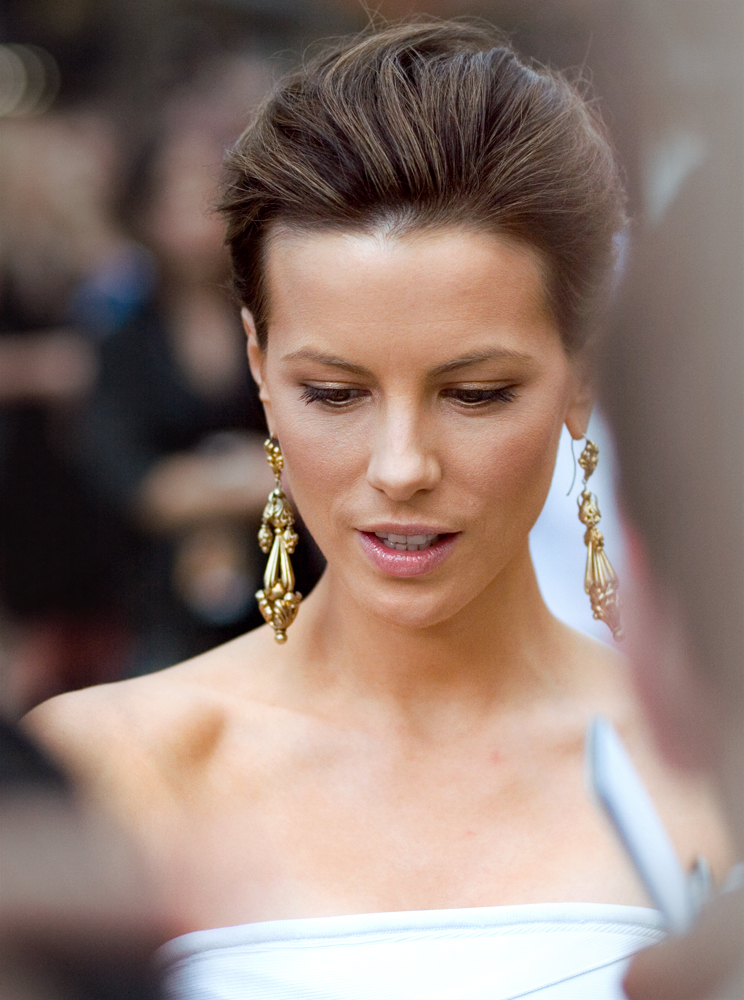
Ebenfalls Mitglied der Hauptjury: die britische Schauspielerin Kate Beckinsale

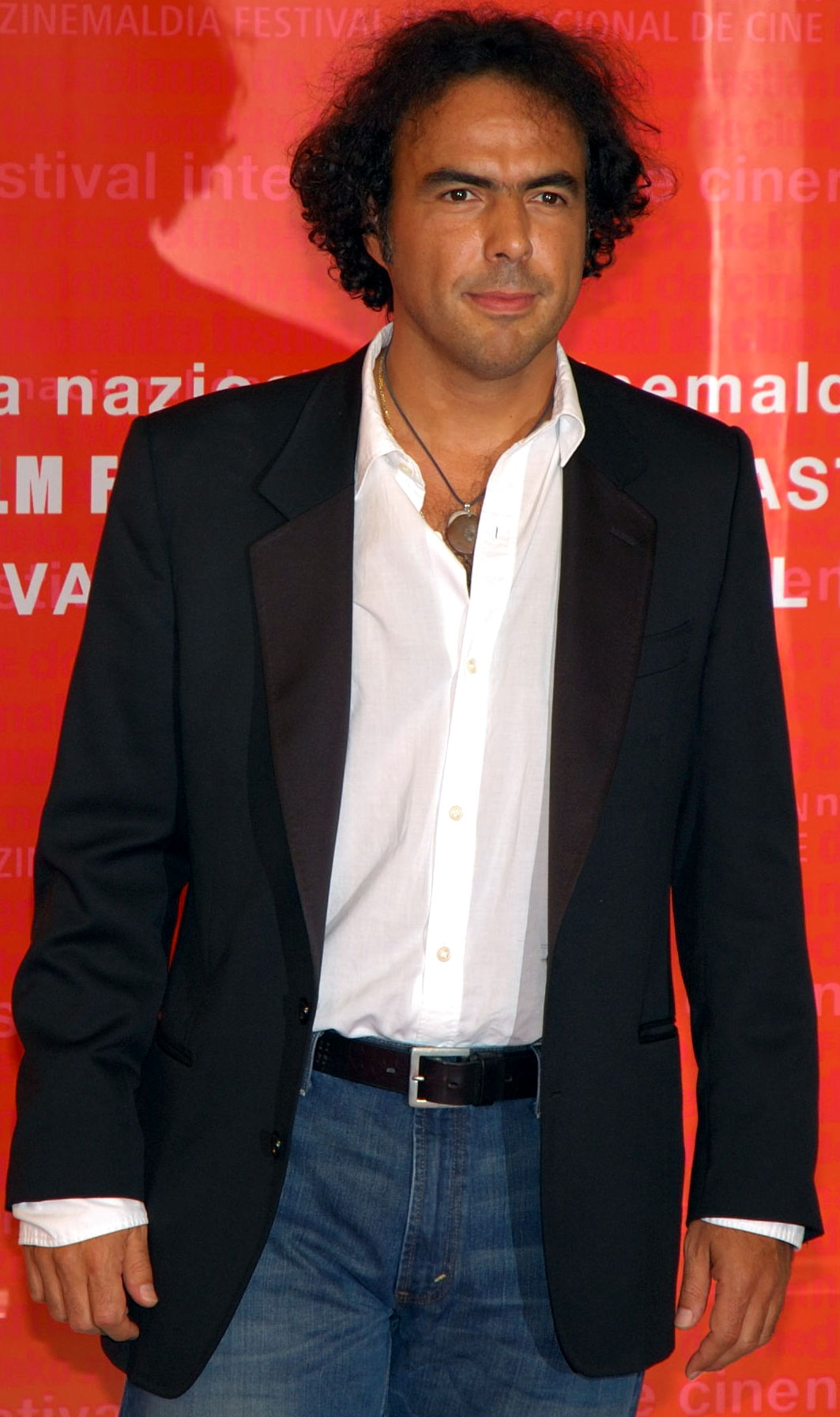
Im Wettbewerb um die Goldene Palme vertreten: der mexikanische Regisseur Alejandro González Iñárritu (Biutiful)

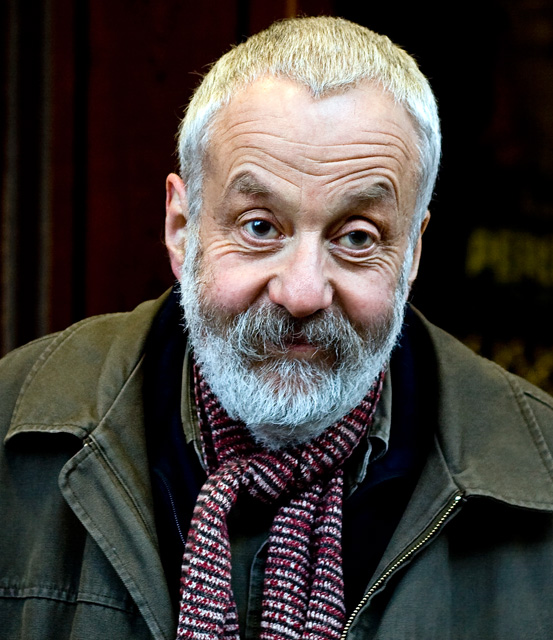
Ebenfalls im internationalen Wettbewerb vertreten: der britische Regisseur Mike Leigh (Another Year)

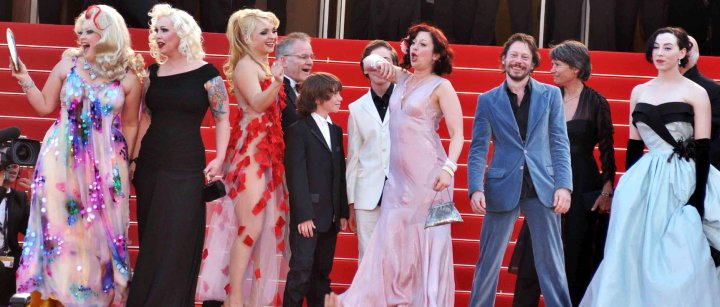
Mathieu Amalric und das Ensemble seines Films Tournée

Als Nachfolger der Jurypräsidentin von 2009, Isabelle Huppert, wurde Ende Januar 2010 Tim Burton in Paris präsentiert. Der US-amerikanische Regisseur, Drehbuchautor und Produzent hatte 1995 für seine Filmbiografie Ed Wood eine Einladung in den Wettbewerb von Cannes erhalten. Zwei Jahre später zeichnete er als Jurymitglied Shōhei Imamuras Der Aal und Abbas Kiarostamis Der Geschmack der Kirsche mit der Goldenen Palme aus. Burton hat in allen Genres gearbeitet und ist vor allem für düstere aber auch humorvolle Inszenierungen bekannt. Neben Realfilmen wie Sleepy Hollow, Big Fish oder Charlie und die Schokoladenfabrik zählen auch Animationsfilme wie Corpse Bride zu seiner Filmografie. Festivalpräsident Gilles Jacob beschrieb ihn bei der Vorstellung als „Zauberer“ mit „possierlichem Wahnsinn und erschreckendem Humor“.
Burton standen acht Jurymitglieder zur Seite. Es handelte sich ausschließlich um Filmschaffende:
- Alberto Barbera – italienischer Filmkritiker (Leiter des Museo nazionale del Cinema in Turin sowie Mitglied der Retrospektive-Jury 2002)
- Kate Beckinsale – britische Schauspielerin
- Emmanuel Carrère – französischer Schriftsteller, Drehbuchautor und Filmregisseur
- Alexandre Desplat – französischer Filmkomponist
- Víctor Erice – spanischer Filmregisseur (Preis der Jury 1992)
- Shekhar Kapur – indischer Filmregisseur
- Giovanna Mezzogiorno – italienische Schauspielerin
- Benicio del Toro – puerto-ricanischer Schauspieler (Darstellerpreis 2008)

Die zuvor aus sieben Mitgliedern bestehende Jury um Tim Burton wurde am 23. April 2010 um Desplat ergänzt. Vor der Ernennung Desplats war versucht worden, den im Iran inhaftierten Jafar Panahi zu verpflichten. Ein leerer Stuhl während der Eröffnungsfeier erinnerte an den iranischen Filmemacher.
Die britische Schauspielerin Kristin Scott Thomas moderierte als Gastgeberin („maîtresse de cérémonie“) die Auftaktzeremonie am 12. Mai und die Preisgala am 23. Mai. Bereits 1999 hatte sie dieses Amt bekleidet.

#### Konkurrenten um die Goldene Palme
Die übrigen Jurymitglieder wie auch das offizielle Programm wurden am 15. April 2010 auf einer Pressekonferenz in Paris vorgestellt, die um eine Woche vorverlegt wurde. Das Programm wurde am 23. April 2010 um Rizhao Chongqing von Wang Xiaoshuai und Szelíd Teremtés – A Frankenstein Terv von Kornél Mundruczó ergänzt. Zwei Tage vor Festivalbeginn wurde Ken Loachs Spielfilm Route Irish für den Wettbewerb nachgereicht. Der Film war bei Bekanntgabe des restlichen Programms am 21. April noch nicht fertiggestellt und war wenige Tage vor Eröffnung der Filmfestspiele von der Filmproduzentin Rebecca O’Brien vorgeschlagen worden.
19 Filmproduktionen aus 15 Ländern, darunter viele Autorenfilmer, konkurrierten um die Goldene Palme, den Hauptpreis des Festivals. In den Vorjahren waren 20 bis 22 Spielfilme in den Wettbewerb eingeladen worden. Werke von deutschsprachigen Regisseuren waren nicht berücksichtigt worden. Überschattet wurde die Konferenz am 15. April durch einen Boykott der Presseagenturen Associated Press, Reuters, Agence France-Presse und der US-amerikanischen Bildagentur Getty Images. Die vier großen Agenturen protestierten damit gegen die Festivalorganisatoren, die den beiden französischen Bezahlfernsehsendern Canal+ und Orange TV vertraglich eingeräumt hatten, die Ausgabe von Videomaterial an Dritte einzuschränken. Das schloss Aufnahmen bei der Ankunft der Filmschaffenden zu den Vorführungen im Festivalpalast und bei Pressekonferenzen mit ein.
Wie bei der Auflage 2009 kamen die meisten eingeladenen Regisseure aus Europa (10), gefolgt von ihren Kollegen aus Asien (6), Mexiko, den USA und dem Tschad (je 1). Mit vier Beiträgen waren französische Filmemacher am häufigsten vertreten, darunter der als Schauspieler besser bekannte Mathieu Amalric, der in seinem Film Tournée von einer Tournee amerikanischer Burlesque-Tänzerinnen in Frankreich berichtete. Xavier Beauvois dramatisierte mit Von Menschen und Göttern die wahre Geschichte um sieben Zisterziensermönche, die von algerischen Fundamentalisten getötet wurden, während dessen in Algerien geborener Landsmann Rachid Bouchareb sich in Hors-la-loi dem Lebensweg dreier Brüder zur Zeit der algerischen Unabhängigkeitsbewegung nach dem Zweiten Weltkrieg annahm. Bouchareb vertraute dabei wieder auf sein 2006 in Cannes preisgekröntes männliches Darstellerensemble um Sami Bouajila, Jamel Debbouze und Roschdy Zem aus Tage des Ruhms. Französische Politiker kritisierten noch vor Veröffentlichung den Film, da dieser die Geschichte „verfälsche“. Bouchareb nahm sich in Hors la loi zu Anfang des Massakers von Sétif (1945) an, bei dem französische Truppen und Milizen Unruhen blutig niederschlugen. Die Aufführung fand unter Polizeischutz statt.
Fünf der 19 Filmemacher (Mathieu Amalric, Doug Liman, Mahamat-Saleh Haroun, Im Sang-soo, Sergei Loznitsa) debütierten im Wettbewerb, während der Iraner Abbas Kiarostami (Copie conforme), der Brite Mike Leigh (Another Year) und der Franzose Bertrand Tavernier (La princesse de Montpensier) zum vierten Mal, Ken Loach (Route Irish) zum neunten Mal um die Goldene Palme konkurrierten. Kiarostami, Leigh und Loach waren die einzigen Filmemacher, die bereits den Hauptpreis der Filmfestspiele von Cannes hatten gewinnen können. Während Leigh eine Ensemblekomödie vorlegte, eine Art Fortsetzung von Happy-Go-Lucky (2008), erzählte Kiarostami von einem englischen Schriftsteller (gespielt von dem britischen Opernsänger William Shimell), der nach Italien reist, um sein letztes Buch vorzustellen. Dabei macht dieser die Bekanntschaft einer französischen Galeristin (Juliette Binoche). Loachs Drama, bei dem er erneut mit seinem Drehbuchautor Paul Laverty und Kameramann Chris Menges zusammengearbeitet hatte, handelte von der englischen Intervention im Irak und berichtete von einem britischen Soldaten, der den mysteriösen Tod seines Freundes hinterfragt. Der Film wurde nach der gleichnamigen gefährlichen Straße benannt, die vom Flughafen in die Innenstadt Bagdads führt.
Der russische Regisseur Nikita Michalkow präsentierte mit Utomljonnyje solnzem 2 eine Fortsetzung seines Oscar-gekrönten Films Die Sonne, die uns täuscht (1994), in dem er und Oleg Menschikow erneut die Hauptrollen übernahmen. Der Ende April in den russischen Kinos angelaufene 41 Mio. Euro teure Monumentalfilm wurde jedoch im Vorfeld von der einheimischen Kritik verrissen. Der Südkoreaner Im Sang-soo widmete sich mit The Housemaid (Ha-nyeo) einer Wiederverfilmung des gleichnamigen Werks seines Landsmanns Kim Ki-young aus dem Jahr 1960. Als Titelheldin konnte er Jeon Do-yeon verpflichten, die 2007 für Milyang den Darstellerpreis in Cannes erhalten hatte.
Der Mexikaner Alejandro González Iñárritu (Gewinner des Regiepreises 2006 für Babel) stellte seinen spanischsprachigen Beitrag Biutiful vor, in dem Javier Bardem eine der Hauptrollen bekleidet. Die Geschichte handelte von einem illegalen Händler, der auf seinen Jugendfreund, einen Polizisten, trifft. Erstmals hatte González Iñárritu nicht mit seinem langjährigen Drehbuchautor Guillermo Arriaga zusammengearbeitet. Das 100 Mio. US-Dollar teure Drama war von Alfonso Cuarón und Guillermo del Toro koproduziert worden. Als einziger US-amerikanischer Regisseur erhielt Doug Liman eine Einladung nach Cannes. Sein Beitrag Fair Game nahm sich der Plame-Affäre an. Naomi Watts schlüpfte an der Seite von Sean Penn in die Rolle der enttarnten US-amerikanischen Geheimdienstagentin. In den vergangenen Jahren war die Kritik aufgekommen, dass amerikanische Produktionen das Filmfestival dominiert hätten. Frémaux beharrte jedoch darauf, dass das Filmfestival mehr amerikanische Filme zeigen sollte. „Dies ist Teil unserer Tradition und Teil davon, was wir uns in der Zukunft wünschen.“ Weder Terrence Malicks viel antizipierter Fantasyfilm The Tree of Life mit Brad Pitt und Sean Penn noch die neuesten Werke von Darren Aronofsky, Clint Eastwood oder Gus Van Sant waren rechtzeitig zu Festivalbeginn fertiggestellt worden.
Mit Ein Mann, der schreit von Mahamat-Saleh Haroun und Schastye Moe (dt. Titel: Mein Glück) von Sergei Loznitsa hatten erstmals in der Geschichte der Filmfestspiele Beiträge aus dem Tschad und der Ukraine Einladungen in den Wettbewerb erhalten. Der Dokumentarfilmer Loznitsa stellte in seinem ersten Spielfilm, einer deutschen Koproduktion in Zusammenarbeit mit ZDF und ARTE, einen Fernfahrer in den Mittelpunkt, dem in Osteuropa Gewalt und Willkür zuteilwerden. Dieser wurde daraufhin selbst zum Verbrecher. Der künstlerische Leiter der Filmfestspiele, Thierry Frémaux, hätte auch Woody Allens Film You Will Meet a Tall Dark Stranger mit Naomi Watts und Josh Brolin berücksichtigen wollen. Der US-amerikanische Regisseur behielt sich aber das Recht vor, den Romantikfilm außerhalb des Wettbewerbs zeigen zu lassen.
Neben dem Eröffnungsfilm Robin Hood von Ridley Scott fand auch Oliver Stones Wall Street: Geld schläft nicht Berücksichtigung, der ebenfalls außer Konkurrenz gezeigt wird. Der Kinostart der Fortsetzung des Oscar-prämierten Films Wall Street (1987) war zuvor um einen Tag auf den 24. April verlegt worden. Stephen Frears’ Tamara Drewe basiert auf einem Comicstrip der Guardian-Journalistin Posy Simmonds. In der modernen Variante von Thomas Hardys Far from the Madding Crowd übernahm Gemma Arterton die Titelrolle.

#### Spielfilme
Eine Übersicht über die 19 Spielfilmproduktionen, die um die Goldene Palme konkurrierten. Diese wurden aus zirka 1665 eingesendeten Vorschlägen ausgewählt, fünf weniger als im Vorjahr, was der künstlerische Leiter Thierry Frémaux auf die Finanzkrise zurückführte. Zuvor war die Zahl der eingereichten Filme von Jahr zu Jahr gestiegen. Die diesjährige Auswahl sei laut Frémaux „besonders störrisch“ verlaufen. „Letztes Jahr waren zahlreiche wichtige Regisseure in Cannes. Dieses Jahr schreiben oder arbeiten diese wichtigen Filmemacher […] Der Auswahlprozess war […] eine delikate Angelegenheit, mit der Abwesenheit all dieser Regisseure. Die Auswahl ist eine nette, eine die uns dazu zwang, unseren Einfallsreichtum zu nutzen“, so Frémaux.
| Film                                                                                         | Regie                       | Land                                                               | Darsteller (Auswahl)                                       |
| -------------------------------------------------------------------------------------------- | --------------------------- | ------------------------------------------------------------------ | ---------------------------------------------------------- |
| Another Year                                                                                 | Mike Leigh                  | Vereinigtes Königreich                                             | Jim Broadbent, Lesley Manville, Ruth Sheen                 |
| Outrage (アウトレイジ, Autoreiji)                                                            | Takeshi Kitano              | Japan                                                              | Ryō Kase, Jun Kunimura, Takeshi Kitano                     |
| Biutiful                                                                                     | Alejandro González Iñárritu | Mexiko, Spanien                                                    | Javier Bardem, Blanca Portillo, Rubén Ochandiano           |
| Die Liebesfälscher (Copie conforme)                                                          | Abbas Kiarostami            | Frankreich, Italien                                                | Juliette Binoche, William Shimell                          |
| Fair Game                                                                                    | Doug Liman                  | Vereinigte Staaten                                                 | Naomi Watts, Sean Penn, Ty Burrell                         |
| Ein Mann, der schreit (Un homme qui crie)                                                    | Mahamat-Saleh Haroun        | Tschad, Belgien, Frankreich                                        | Youssouf Djaoro, Diouc Koma                                |
| Von Menschen und Göttern (Des hommes et des dieux)                                           | Xavier Beauvois             | Frankreich                                                         | Lambert Wilson, Michael Lonsdale, Roschdy Zem              |
| Das Hausmädchen (하녀, Ha-nyeo)                                                              | Im Sang-soo                 | Südkorea                                                           | Jeon Do-yeon, Lee Jung-jae, Ahn Seo-hyun                   |
| Hors la loi (Outside of the Law)                                                             | Rachid Bouchareb            | Frankreich, Algerien, Belgien, Tunesien, Italien                   | Jamel Debbouze, Roschdy Zem, Sami Bouajila                 |
| Uncle Boonmee erinnert sich an seine früheren Leben (ลุงบุญมีระลึกชาติ, Lung Boonmee raluek chat) | Apichatpong Weerasethakul   | Thailand, Spanien, Deutschland, Vereinigtes Königreich, Frankreich | Thanapat Saisaymar, Natthakarn Aphaiwonk, Geerasak Kulhong |
| La nostra vita (Our Life)                                                                    | Daniele Luchetti            | Italien, Frankreich                                                | Raoul Bova, Elio Germano, Stefania Montorsi                |
| Die Prinzessin von Montpensier (The Princess of Montpensier)                                 | Bertrand Tavernier          | Frankreich, Deutschland                                            | Grégoire Leprince-Ringuet, Mélanie Thierry, Gaspard Ulliel |
| Rizhao Chongqing (Chongqing Blues)                                                           | Wang Xiaoshuai              | China                                                              | Fan Bingbing, Li Feier, Qing Hao                           |
| Route Irish                                                                                  | Ken Loach                   | Vereinigtes Königreich                                             | Stephen Lord, Najwa Nimri, Mark Womack                     |
| Mein Glück (Счастье моё, Schastye Moe)                                                       | Sergei Loznitsa             | Ukraine, Deutschland, Niederlande                                  | Victor Nemets, Olga Shuvalova, Vlad Ivanov                 |
| Si (시, Poetry)                                                                              | Lee Chang-dong              | Südkorea                                                           | Yoon Jeong-hee, Da-wit Lee                                 |
| Szelíd Teremtés – A Frankenstein Terv (Tender Son – The Frankenstein Project)                | Kornél Mundruczó            | Ungarn, Deutschland, Österreich                                    | Rudolf Frecska, Kornél Mundruczó, Kitty Csíkos             |
| Tournée (On Tour)                                                                            | Mathieu Amalric             | Frankreich                                                         | Mathieu Amalric, Julie Ferrier, Anne Benoît                |
| Burnt by the Sun 2: Exodus (Утомлённые солнцем 2, Utomljonnyje solnzem 2)                    | Nikita Michalkow            | Russland                                                           | Nikita Michalkow, Oleg Menschikow                          |

Außer Konkurrenz
Außer Konkurrenz wurden im Rahmen des Wettbewerbsprogramms folgende Filme vorgestellt:
- Robin Hood – Regie: Ridley Scott (mit Russell Crowe, Cate Blanchett, Matthew Macfadyen) (Eröffnungsfilm)
- Tamara Drewe – Regie: Stephen Frears (mit Gemma Arterton, Luke Evans, Dominic Cooper)
- The Tree – Regie: Julie Bertuccelli (mit Charlotte Gainsbourg, Marton Csokas, Aden Young) (Abschlussfilm)[26]
- You Will Meet a Tall Dark Stranger – Regie: Woody Allen (mit Naomi Watts, Anthony Hopkins, Josh Brolin und Freida Pinto)
- Wall Street: Geld schläft nicht – Regie: Oliver Stone (mit Michael Douglas, Shia LaBeouf, Josh Brolin, Frank Langella und Carey Mulligan)

### Un Certain Regard
In der Reihe Un Certain Regard werden vornehmlich Werke von wenig bekannten Filmemachern gezeigt, die mit einem 30.000 Euro dotierten Preis ausgezeichnet werden. Die diesjährige Jury wurde von der französischen Regisseurin und Drehbuchautorin Claire Denis angeführt. Der Jurypräsidentin zur Seite standen der Schweizer Journalist Patrick Ferla und seine schwedische Kollegin Helena Lindblad, Kim Dong-ho (Leiter des Filmfestivals von Busan) sowie Serge Toubiana (Leiter der Cinémathèque Française).
In die offizielle Auswahl gelangte der deutsche Beitrag Unter dir die Stadt von Christoph Hochhäusler. Der Film handelte von einem Bankmanager, der sich in die Frau eines Angestellten verliebt. Der südafrikanische Regisseur Oliver Schmitz trat mit seinem Film Geliebtes Leben (im Original: Life, Above All) an. Jean-Luc Godard war mit seinen Spielfilm Film Socialisme vertreten, der im Rahmen einer Kreuzfahrt auf dem Mittelmeer den Fragen der Freiheit, Gleichheit und Brüderlichkeit nachgeht. Godard blieb jedoch dem Festival fern.
| Film                                                       | Regie                   | Land                                        | Darsteller (Auswahl)                                  |
| ---------------------------------------------------------- | ----------------------- | ------------------------------------------- | ----------------------------------------------------- |
| Herzensbrecher (Les amours imaginaires)                    | Xavier Dolan            | Kanada                                      | Xavier Dolan, Niels Schneider, Monia Chokri           |
| Aurora                                                     | Cristi Puiu             | Rumänien, Frankreich, Schweiz, Deutschland  | Cristi Puiu, Valentin Popescu, Luminița Gheorghiu     |
| Blue Valentine                                             | Derek Cianfrance        | Vereinigte Staaten                          | Michelle Williams, Ryan Gosling, Mike Vogel           |
| Carancho                                                   | Pablo Trapero           | Argentinien, Frankreich                     | Ricardo Darín, Martina Gusmán, Darío Valenzuela       |
| Chatroom                                                   | Hideo Nakata            | Vereinigtes Königreich                      | Aaron Johnson, Imogen Poots, Matthew Beard            |
| Film Socialisme                                            | Jean-Luc Godard         | Schweiz, Frankreich                         | Patti Smith, Élisabeth Vitali, Christian Sinniger     |
| Ha ha ha                                                   | Hong Sang-soo           | Südkorea                                    | Moon So-ri, Sang-kyung Kim                            |
| Hai shang chuan qi (I Wish I Knew)                         | Jia Zhangke             | China                                       | Tao Zhao                                              |
| Los labios                                                 | Iván Fund Santiago Loza | Argentinien                                 | Eva Bianco, Raul Lagger, Victoria Raposo              |
| Geliebtes Leben (Life, Above All)                          | Oliver Schmitz          | Südafrika                                   | Khomotso Manyaka, Thato Kgaladi, Keaobaka Makanyane   |
| Marti, dupa craciun (Tuesday, After Christmas)             | Radu Muntean            | Rumänien                                    | Dragoș Bucur, Maria Popistașu                         |
| O Estranho Caso de Angélica (The Strange Case of Angelica) | Manoel de Oliveira      | Portugal                                    | Pilar López de Ayala, Ricardo Trêpa, Filipe Vargas    |
| Octubre (Octobre)                                          | Daniel Vega             | Peru                                        | Bruno Odar, Gabriela Velásquez                        |
| Pál Adrienn (Adrienn Pál)                                  | Ágnes Kocsis            | Ungarn, Niederlande, Frankreich, Österreich | Éva Gábor, István Znamenák, Ákos Horváth              |
| R U There                                                  | David Verbeek           | Taiwan                                      | Stijn Koomen, Huan-Ru Ke, Tom De Hoog                 |
| Rebecca H. (Return to the Dogs)                            | Lodge Kerrigan          | Vereinigte Staaten, Frankreich              | Pascal Greggory, Géraldine Pailhas                    |
| Simon Werner fehlt (Simon Werner a disparu …)              | Fabrice Gobert          | Frankreich                                  | Laurent Capelluto, Laurent Delbecque, Ana Girardot    |
| Udaan                                                      | Vikramaditya Motwane    | Indien                                      | Rajat Barmecha, Ayan Boradi, Ram Kapoor               |
| Unter dir die Stadt                                        | Christoph Hochhäusler   | Deutschland                                 | Nicolette Krebitz, Mark Waschke, Robert Hunger-Bühler |

### Kurzfilmwettbewerb
Der Jury des Kurzfilmwettbewerbs, in dem ebenfalls eine Goldene Palme vergeben wurde, stand der kanadische Filmregisseur Atom Egoyan (Großer Preis der Jury 1997 für Das süße Jenseits) vor. Weitere Jurymitglieder waren die Schauspielerinnen Emmanuelle Devos und Dinara Drukarova aus Frankreich beziehungsweise Russland sowie die Filmregisseure Carlos Diegues (Brasilien) und Marc Recha (Spanien). Das Programm war am 22. April veröffentlicht worden.
| Film                                | Regie                  | Land        | Länge (in min.) |
| ----------------------------------- | ---------------------- | ----------- | --------------- |
| Blokes (Block)                      | Marialy Rivas          | Chile       | 15’             |
| Chienne d’histoire (Barking Island) | Serge Avédikian        | Frankreich  | 15’             |
| Estação (Station)                   | Marcia Faria           | Brasilien   | 15’             |
| First Aid                           | Yarden Carmin          | Israel      | 15’             |
| Maya                                | Pedro Pío Martín Pérez | Kuba        | 13’             |
| Micky Bader (Bathing Micky)         | Frida Kempf            | Schweden    | 14’             |
| Muscles                             | Edward Housden         | Australien  | 14’             |
| Rosa                                | Monica Lairana         | Argentinien | 11’             |
| To Swallow a Toad                   | Jurgis Krasons         | Lettland    | 10’             |

### Cinéfondation
Für die 1998 ins Leben gerufene Reihe Cinéfondation wurden Kurzfilmarbeiten aus allen Ländern ausgewählt, darunter sowohl Animations- als auch Realfilme. Das Programm hilft jungen Filmstudenten bei der Förderung und Fertigstellung ihrer Projekte. 2010 wurden 13 Filme aus 1600 Vorschlägen von Filmhochschulen aus der ganzen Welt ausgewählt, vier weniger als im letzten Jahr. Die ausgewählten Beiträge stammten aus elf Ländern. Als Jury fungierte die Kurzfilmjury um Atom Egoyan, die Preise an die besten drei Wettbewerbsbeiträge vergab.
| Film                                                                            | Regie                   | Land (Hochschule)                       | Länge (in min.) |
| ------------------------------------------------------------------------------- | ----------------------- | --------------------------------------- | --------------- |
| Cooked                                                                          | Jens Blank              | Vereinigtes Königreich (NFTS)           | 7’              |
| Coucou-Les-Nuages (Anywhere Out of the World)                                   | Vincent Cardona         | Frankreich (La fémis)                   | 38’             |
| Ďakujem, dobre (Thanks, Fine)                                                   | Mátyás Prikler          | Slowakei (FTF-VŠMU)                     | 40’             |
| Frozen Land                                                                     | Kim Tae-yong            | Südkorea (Sejong University)            | 36’             |
| Hinkerort Zorasune (The Fifth Column)                                           | Vatche Boulghourjian    | Vereinigte Staaten (NYU)                | 29’             |
| Ijsland (Iceland)                                                               | Gilles Coulier          | Belgien (Sint-Lukas Hogeschool)         | 22’             |
| Itt Vagyok (Here I Am)                                                          | Bálint Szimler          | Ungarn (SzFE)                           | 36’             |
| Ja već jesam sve ono što želim da imam (I Already Am Everything I Want to Have) | Dane Komljen            | Serbien (FDU)                           | 35’             |
| El juego (The Game)                                                             | Benjamin Naishtat       | Frankreich (Le Fresnoy)                 | 20’             |
| Los minutos, las horas (The Minutes, the Hours)                                 | Janaína Marques Ribeiro | Kuba (EICTV)                            | 11’             |
| Miramare                                                                        | Michaela Müller         | Kroatien (ALU)                          | 8’              |
| Shelley                                                                         | Andrew Wesman           | Vereinigte Staaten (Harvard University) | 21’             |
| Taulukauppiaat (The Painting Sellers)                                           | Juho Kuosmanen          | Finnland (Aalto-Universität)            | 60’             |

## Nebenreihen

### Semaine de la critique
Parallel zur Vergabe der Goldenen Palme widmete sich die seit 1962 bestehende Nebensektion Semaine de la critique (bis 2007 Semaine internationale de la critique) der Entdeckung neuer Talente. Ausgerichtet vom Syndicat français de la critique de cinéma konkurrierten ausschließlich Erstlingsfilme oder Zweitwerke junger Regisseure. Der Wettbewerb umfasst immer sieben Spielfilme und sieben Kurzfilmarbeiten, die seit 1990 mit verschiedenen Preisen ausgezeichnet werden. Begleitet wird die „internationale Kritikerwoche“ von Sonderaufführungen zahlreicher Kurzfilme.

#### Spielfilme
| Film                               | Regie                                  | Land                             | Darsteller (Auswahl)                                    |
| ---------------------------------- | -------------------------------------- | -------------------------------- | ------------------------------------------------------- |
| Armadillo                          | Janus Metz                             | Dänemark                         |                                                         |
| Bedevilled                         | Jang Cheol-so                          | Südkorea                         | Young-hee, Seo Sung-won Ji                              |
| Belle épine                        | Rebecca Zlotowski                      | Frankreich                       | Léa Seydoux, Anaïs Demoustier, Agathe Schlencker        |
| Bi, dung so!                       | Phan Dang Di                           | Vietnam, Frankreich, Deutschland | Phan Thanh Minh, Nguyen Thi Kieu Trinh, Nguyen Ha Phong |
| The Myth of the American Sleepover | David Robert Mitchell                  | Vereinigte Staaten               | Claire Sloma, Marlon Morton, Amanda Bauer               |
| Sandcastle                         | Boo Junfeng                            | Singapur                         | Joshua Tan, Elena Chia, Bobbi Chen                      |
| Sound of Noise                     | Ola Simonsson Johannes Stjärne Nilsson | Schweden, Frankreich             | Bengt Nilsson, Sanna Persson Halapi, Magnus Börjeson    |

#### Kurzfilme
| Film                            | Regie                    | Land                   | Länge (in min.) |
| ------------------------------- | ------------------------ | ---------------------- | --------------- |
| A distração de Ivan             | Cavi Borges Gustavo Melo | Brasilien              | 17’             |
| Berik                           | Daniel Joseph Borgman    | Dänemark               | 15’             |
| The Boy Who Wanted to Be a Lion | Alois Di Leo             | Vereinigtes Königreich | 8’              |
| Deeper Than Yesterday           | Ariel Kleiman            | Australien             | 20’             |
| Love Patate                     | Gilles Cuvelier          | Frankreich             | 13’             |
| Native Son                      | Scott Graham             | Vereinigtes Königreich | 19’             |
| Vasco                           | Sébastien Laudenbach     | Frankreich             | 10’             |

### Quinzaine des réalisateurs
Die Nebenreihe Quinzaine des Réalisateurs (deutsch: „Zwei Wochen der Regisseure“) wurde 1969 in Anlehnung an die ein Jahr zuvor stattgefundenen Maiunruhen ins Leben gerufen und wird von der Société des réalisateurs de films (SRF) organisiert. Gezeigt werden Langfilme (Dokumentar- und Spielfilme) sowie eine Vielzahl von Kurzfilmen aus aller Welt, ohne dass ein Preis vergeben wird. Eine Einladung erhielten der deutsche Regisseur Philip Koch mit seinem Spielfilm Picco, der den Foltermord zwischen Jugendlichen in der Justizvollzugsanstalt Siegburg im Herbst 2006 aufgriff. In Spezialvorführungen wurde unter anderem der Dokumentarfilm Boxing Gym von Frederick Wiseman vorgestellt.

#### Langfilme
| Film                                                  | Regie                               | Land                             | Darsteller (Auswahl)                                  |
| ----------------------------------------------------- | ----------------------------------- | -------------------------------- | ----------------------------------------------------- |
| A alegria                                             | Marina Méliande Felipe Braganca     | Brasilien                        | Tainá Medina, Junior Moura, Cesar Cardadeiro          |
| All Good Children                                     | Alicia Duffy                        | Irland, Belgien, Frankreich      | Jack Gleeson, David Wilmot, Austin Moulton            |
| Alting bliver godt igen                               | Christoffer Boe                     | Dänemark, Schweden, Frankreich   | Jens Albinus, Paprika Steen, Nicolas Bro              |
| Año bisiesto                                          | Michael Rowe                        | Mexiko                           | Monica del Carmen, Gustavo Sánchez Parra              |
| Benda Bilili!                                         | Renaud Barret Florent de la Tullaye | Frankreich                       | Dokumentarfilm                                        |
| La Casa muda                                          | Gustavo Hernandez                   | Uruguay                          | Florencia Colucci, Abel Tripaldi, Gustavo Alonso      |
| Cleveland vs. Wall Street                             | Jean-Stéphane Bron                  | Schweiz, Frankreich              | Dokumentarfilm                                        |
| Des filles en noir                                    | Jean-Paul Civeyrac                  | Frankreich                       | Elise Lhomeau, Léa Tissier, Élise Caron               |
| Ha'Meshotet                                           | Avishai Sivan                       | Israel                           | Omri Fuhrer, Ali Nassar, Ronit Peled                  |
| Illegal (Illégal)                                     | Olivier Masset-Depasse              | Belgien, Luxemburg, Frankreich   | Anne Coesens, Alexandre Golntcharov                   |
| Little Baby Jesus of Flandr                           | Gust Vandenberghe                   | Belgien                          | Jelle Palmaerts, Paul Mertens, Peter Janssens         |
| La mirada invisible                                   | Diego Lerman                        | Argentinien, Frankreich, Spanien | Julieta Zylberberg, Osmar Nuñez                       |
| Picco                                                 | Philip Koch                         | Deutschland                      | Constantin von Jascheroff, Frederick Lau, Joel Basman |
| Barfuß auf Nacktschnecken (Pieds nus sur les limaces) | Fabienne Berthaud                   | Frankreich                       | Diane Kruger, Ludivine Sagnier, Denis Ménochet        |
| Vier Leben (Le quattro volte)                         | Michelangelo Frammartino            | Italien, Deutschland, Schweiz    | Giuseppe Fuda, Nazareno Timpano, Bruno Timpano        |
| Shit Year                                             | Cam Archer                          | Vereinigte Staaten               | Ellen Barkin, Melora Walters, Luke Grimes             |
| Somos lo que hay                                      | Jorge Michel Grau                   | Mexiko                           | Adrián Aguirre, Miriam Balderas, Francisco Barreiro   |
| Svet-Ake                                              | Aktan Arym Kubat                    | Kirgisistan                      | Aktan Arym Kubat, Taalaikan Abazova, Askat Sulaimanov |
| The Tiger Factory                                     | Woo Ming jin                        | Malaysia, Japan                  | Lai Fui Mun, Pearly Chua, Susan Lee                   |
| Todos vós sodes capitáns                              | Óliver Laxe                         | Spanien                          | Shakib Ben Omar, Nabil Dourgal, Mohamed Bablouh       |
| Two Gates of Sleep                                    | Alistair Banks Griffin              | Vereinigte Staaten               | Brady Corbet, Karen Young, Ritchie Montgomery         |
| Un poison violent                                     | Katell Quillévéré                   | Frankreich                       | Clara Augarde, Lio, Michel Galabru                    |

#### Kurzfilme
| Film               | Regie                | Land               | Länge (in min.) |
| ------------------ | -------------------- | ------------------ | --------------- |
| Căutare            | Ionut Piturescu      | Rumänien           | 30'             |
| Ett tyst barn      | Jesper Klevenas      | Schweden           | 13'             |
| Licht              | Andre Schreuders     | Niederlande        | 15'             |
| Mary Last Seen     | Sean Durkin          | Vereinigte Staaten | 14'             |
| Petit Tailleur     | Louis Garrel         | Frankreich         | 44'             |
| Shadows of Silence | Pradeepan Raveendran | Frankreich         | 11'             |
| Shikasha           | Hirabayashi Isamu    | Japan              | 11'             |
| Tre ore            | Annarita Zambrano    | Italien            | 12'             |
| ZedCrew            | Noah Pink            | Sambia             | 45'             |

## Caméra d’Or
Mit der Caméra d’Or (Goldene Kamera) wird seit 1978 der beste Debütfilm eines Regisseurs ausgezeichnet, unabhängig in welcher Sektion dieser vertreten ist. Der internationalen Jury stand der mexikanische Schauspieler Gael García Bernal vor. Unterstützt wurde dieser vom französischen Regisseur Stéphane Brizé, dem französischen Kameramann Gérard de Battista, Didier Diaz (Mitglieder der französischen Filmorganisation Ficam) und der Journalistin Charlotte Lipinska.

## Preisträger
| Kategorie | Preisträger |
| --- | --- |
| Goldene Palme für den besten Film (präsentiert von Charlotte Gainsbourg, Bekanntgabe des Preisträgers durch Jurypräsident Tim Burton) | Uncle Boonmee erinnert sich an seine früheren Leben (Lung Boonmee raluek chat) – Regie: Apichatpong Weerasethakul |
| Großer Preis der Jury (präsentiert von Salma Hayek, Bekanntgabe durch Burton)                                                         | Von Menschen und Göttern (Des hommes et des dieux) – Regie: Xavier Beauvois                                       |
| Beste Regie (präsentiert von Kirsten Dunst, Bekanntgabe durch Burton)                                                                 | Mathieu Amalric (Tournée)                                                                                         |
| Bestes Drehbuch (präsentiert von Emmanuelle Devos, Bekanntgabe durch Burton)                                                          | Lee Chang-dong (Poetry)                                                                                           |
| Beste Darstellerin (präsentiert von Guillaume Canet, Bekanntgabe durch Burton)                                                        | Juliette Binoche (Die Liebesfälscher (Copie conforme))                                                            |
| Bester Darsteller (präsentiert von Diane Kruger, Bekanntgabe durch Burton)                                                            | Javier Bardem (Biutiful) Elio Germano (La nostra vita)                                                            |
| Preis der Jury (präsentiert von Asia Argento, Bekanntgabe durch Burton)                                                               | Ein Mann, der schreit (Un homme qui crie) – Regie: Mahamat-Saleh Haroun                                           |

| Kategorie | Preisträger                                 |
| --- | ------------------------------------------- |
| Goldene Palme für den besten Kurzfilm (präsentiert von Michelle Rodríguez und Atom Egoyan)                      | Chienne d’histoire – Regie: Serge Avédikian |
| Jurypreis (präsentiert von Michelle Rodríguez und Atom Egoyan)                                                  | Micky Bader – Regie: Frida Kempf            |
| Goldene Kamera (Caméra d’Or) für den besten Debütfilm (präsentiert von Emmanuelle Béart und Gael García Bernal) | Año bisiesto – Regie: Michael Rowe          |

Un Certain Regard

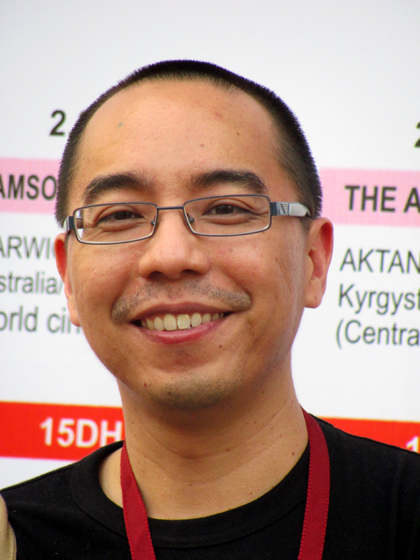
Apichatpong Weerasethakul, Gewinner der Goldenen Palme 2010

- Hauptpreis: Ha ha ha – Regie: Hong Sang-soo
- Preis der Jury: Octubre – Regie: Daniel Vega und Diego Vega
- Sonderpreis der Reihe Un Certain Regard 2010: Adela Sanchez, Eva Bianco und Victoria Raposo (Darstellerinnen aus Los labios)

Cinéfondation
1. Preis: Taulukauppiaat – Regie: Juho Kuosmanen
2. Preis: Coucou-Les-Nuages – Regie: Vincent Cardona
3. Preis: Hinkerort Zorasune – Regie: Vatche Boulghourjian und Ja već jesam sve ono što želim da imam – Regie: Dane Komljen

## Weitere Filme und Programmpunkte
In Mitternachts- und Spezialaufführungen wurden unter anderem die neuesten Arbeiten von Sophie Fiennes (Over Your Cities Grass Will Grow), Schwester der beiden Schauspieler Ralph und Joseph Fiennes, Diego Luna (Abel), Otar Iosseliani (Chantrapas) und der Dokumentarfilmerin Lucy Walker (Countdown to Zero) gezeigt. Olivier Assayas nahm sich in seinem außerhalb des Wettbewerbs gezeigten Carlos – Der Schakal mit Édgar Ramírez des venezolanischen Terroristen Ilich Ramírez Sánchez an. Die für das Fernsehen geplante Produktion wurde in einer kürzeren Fassung gezeigt.
Der ebenfalls für eine Spezialaufführung vorgesehene Dokumentarfilm Draquila – L’Italia che trema sorgte bereits vor dem Festivalstart für einen Eklat. Die Regiearbeit der Italienerin Sabina Guzzanti setzte sich kritisch mit der Rolle von Italiens Ministerpräsident Silvio Berlusconi und dem Zivilschutz des Landes beim Wiederaufbau der von einem schweren Erdbeben zerstörten Stadt L’Aquila auseinander. Der italienische Kulturminister Sandro Bondi weigerte sich, einer Einladung zu den Filmfestspielen zu folgen, und sprach von einem „Propagandafilm“, „der die Wahrheit und das gesamte italienische Volk beleidige“. Ebenfalls vorgestellt wurde Andrei Ujicas Dokumentarfilm Autobiografia lui Nicolae Ceaușescu, die sich mit bislang unveröffentlichtem Filmmaterial des gleichnamigen rumänischen Diktators (1918–1989) beschäftigte, während sich Charles Ferguson mit Inside Job den Gründen der Finanzkrise nachging und als Erzähler den Schauspieler Matt Damon verpflichtet hatte.
In der Reihe Cannes Classics wurden neu restaurierte Filme vorgestellt. Jean Renoirs Boudu – aus den Wassern gerettet (1932) wurde in einer restaurierten Fassung mit bislang unveröffentlichtem Filmmaterial vorgestellt. Alfred Hitchcocks Horrorfilm Psycho (1960) wurde mit überarbeitetem bzw. rekonstruiertem Ton gezeigt, während Volker Schlöndorffs Die Blechtrommel (Gewinner der Goldenen Palme 1979) in einem neuen 164-minütigen Director’s Cut präsentiert wurde. Weitere überarbeitete Filmfassungen lagen unter anderem von René Cléments Schienenschlacht (Regiepreis in Cannes 1946), John Hustons African Queen (1951), Luis Buñuels Viridiana (Goldene Palme 1961), Luchino Viscontis Der Leopard (Goldene Palme 1963), Mrinal Sens Khandhar (1984) und Hector Babencos Kuß der Spinnenfrau (Darstellerpreis in Cannes 1985) vor.
Parallel zum Festival fand vom 12. bis 21. Mai der Filmmarkt von Cannes (frz.: Marché du film) statt. Dieser gilt als wichtigster Treffpunkt von Fachleuten der Filmindustrie aus aller Welt. Zehn Tage lang wurden auf der Veranstaltung Filmrechte gekauft und veräußert, Fernsehrechte vertrieben und Koproduzenten für zukünftige Projekte gewonnen. Er gilt als größter seiner Art. 2010 waren 400 Firmen aus 97 Ländern mit 4000 in Planung oder bereits fertiggestellten Filmen vertreten. 2000 Filmproduzenten hatten sich angekündigt, zehn Prozent mehr als im Vorjahr.
Der Italiener Marco Bellocchio, zwischen 1980 und 2009 sechsmal im Wettbewerb vertreten, hiel während der Filmfestspiele eine „Cinema Master Class“ ab, in der er auf seine Arbeit als Filmemacher einging. Damit folgte er dem belgischen Brüderpaar Jean-Pierre und Luc Dardenne, die bei der Auflage im letzten Jahr Einblick in ihre Arbeit gegeben hatten.